# Tico Torres
Hector Samuel Juan "Tico" Torres (Nova Iorque, 7 de outubro de 1953) é um músico cubano-americano, mais conhecido como o baterista da lendária banda de  rock Bon Jovi.

## História
Tico (apelido de infância) nasceu em Nova York, mas como seus pais são cubanos, mudaram-se para Cuba, onde ficaram até os 5 anos de Tico. Seus pais se divorciaram, foi quando sua mãe resolveu se mudar para os Estados Unidos de novo, em Iselin, NJ. Aos 11 anos Tico começou a aprender guitarra, aos 15, substitutiu o baterista de uma banda em uma festa, foi quando descobriu sua paixão por bateria. Aos 16 anos entrou em sua primeira banda Sweat, desde então, passou por várias outras bandas.
Quando Tico uniu-se a Jon Bon Jovi em 1983, ele já tinha "uma história de sucesso", sua experiência em estúdio e ao vivo com Frankie and the Knockouts, Pat Benatar, Chuck Berry, Cher, Alice Cooper e Stevie Nicks o ajudou a se estabelecer como um músico "classe A", e até antes de conhecer Jon, ele havia tocado em 26 álbuns. Quando estava na banda PHANTOM'S OPERA, ele conheceu Alec John Such e foi sua amizade com ele que o levou até Jon. Tico Torres, hoje em dia é um símbolo da bateria, bem, como ícone do Hard Rock.
Em 2012 O Celebrity Networth elaborou uma lista com os 30 bateristas mais ricos do mundo. As fortunas estão avaliadas em milhões de dólares, Tico Torres aparece na 22 posíção, com 40 milhões de dolares.
Em 1992, "The Hitman" Tico descobriu outro talento, a pintura! Ele vem exibindo sua arte desde 1994, sua primeira exposição famosa foi no Soho em Nova Iorque na Ambassador Galleries. Tico é um pintor autodidata, suas pinturas são expressão da rotina e da vida com a banda.

## Vida Pessoal
Tico também é dono de uma linha de roupas para bebês chamada Rock Star Baby. Além de roupas para bebês, a Rock Star Baby também produz métodos de aprendizado e desenhos. Além disto, ele também tem licença de piloto.
Seu primeiro casamento foi com uma mulher chamada Sharon, e acabou em 85, pouco depois de entrar para o Bon Jovi. Em 1992/1993 ele namorou com a atriz Brooke Shields, com quem queria se casar, mas ela o deixou por Andre Agassi.
Então, ele conheceu, em um encontro às escuras, uma modelo tcheca Eva Herzigová, eles se casaram em 1996, estiveram presentes no casamento amigos íntimos e os integrantes da banda. O casamento acabou quase dois anos depois.
Em 1999 Tico conheceu a top model venezuelana Maria Alejandra Márquez, com quem se casou e continua até hoje. O casal teve seu primeiro filho em 2004 sendo o seu nome Hector Alexander.